# سفارة البحرين لدى اليابان
سفارة البحرين لدى اليابان هي البعثة الدبلوماسية لمملكة البحرين لدى اليابان، وتقع بالعاصمة طوكيو.